# کانفورما
کانفورما (انگلیسی: Conforama) شرکت خرده‌فروشی فرانسوی است، که در سال ۱۹۶۷ تأسیس شد.